# Fatehsinghrao II. Gaekwad
Fatehsinghrao II. Gaekwad (genannt Jackie Baroda; * 2. April 1930 in Baroda; † 1. September 1988 in Mumbai) war Maharaja und letzter Gaekwad-Herrscher des Fürstenstaates Baroda und indischer Politiker.

## Biografie

### Maharaja und politische Laufbahn
Er war der letzte Abkömmling einer Prinzenfamilie, die auf seinen Urururgroßvater zurückging, der selbst in armen Verhältnissen geboren wurde und als Dreizehnjähriger die Prinzenwürde annahm. Nach der Ausbildung durch englische Tutoren wurde er 1951 nach der Absetzung seines Vaters Gaekwar und Maharaja des Fürstenstaates Baroda und damit auch Besitzer eines Vermögens von rund 15 Millionen Pfund Sterling.
1957 wurde er auch politisch aktiv und zum Abgeordneten des Unterhauses (Lok Sabha) gewählt, dem er nach der Wiederwahl 1962 bis 1967 angehörte. Von 1967 bis 1971 war er Minister für Gesundheit, Fischerei und Gefängnisse in der Regierung des Bundesstaates Gujarat.
Nachdem Premierministerin Indira Gandhi 1971 alle Titel und Privilegien der indischen Fürsten und Prinzen abschaffte, protestierte er zwar dagegen, nahm diese Regelung dennoch an und trug danach den selbst gewählten Namen Jackie Baroda. Sein Palast wurde in ein Museum und Kunstzentrum umgebaut.

### Andere Aktivitäten
Nach einer zweimonatigen Safari in Belgisch-Kongo zu Beginn der 1950er Jahre wurde er zum Tierschützer, der zum einen einen Zoo auf dem Gelände seines Palastes errichtete, zum anderen aber auch Funktionen beim World Wildlife Fund übernahm.
Er war darüber hinaus ein bekannter Cricketspieler seiner Zeit als Schlagmann (Batsman), der auch um die Ranji Trophy spielte, einem der wichtigsten nationalen Cricketwettbewerbe. Im Alter von gerade 29 Jahren war er 1959 Tourmanager des indischen Cricketteams bei einer Englandtournee. Zwischen 1978 und 1979 sowie 1982 und 1983 war er noch einmal Teammanager bei Touren durch Pakistan. Schließlich war er Moderator von Cricketspielen bei der BBC.